# Sydlig näbbval
Sydlig näbbval (Hyperoodon planifrons) är en art i familjen näbbvalar som lever i södra Stilla havet och Indiska oceanen och omkring Antarktis.
Artepitetet är sammansatt av de latinska orden planus (platt) och frons (front).

## Kännetecken
Den sydliga näbbvalen kan nå en längd på upp till 8 meter och väger uppskattningsvis mellan 6 och 8 ton. Hanarna är större än honorna, med en genomsnittlig längd på omkring 7,5 meter jämfört med 6,5 meter. Dess kroppsform är robust och cylindriskt med den sista tredjedelen av kroppen avsmalnande mot en kort och bred stjärtfena. Den har en kort nos och en välvd panna, det senare ett drag som är särskilt markant framträdande hos äldre hanar. Ryggfenan har formen av en skära och är placerad långt bak, ungefär två tredjedelar av kroppens längd räknat från huvudet. Färgen på huvudet och ovansidan av kroppen liksom på stjärtfenan är brungråaktig, medan sidorna och buken har en ljusare och blekare färg. Unga valar har vanligen en mörkare färg än vuxna. Med åldern ljusnar också djuren så att äldre valar är närmast gulvitaktiga i färgen.

## Utbredning
Den sydliga näbbvalen förekommer under sommaren främst i de kalla och näringsrika vattnen runt Antarktis, för att under vintermånaderna dra sig längre norrut, till vattnen utanför Australien, Nya Zeeland, Eldslandet, Falklandsöarna, Sydgeorgien, Sydorkneyöarna, Argentina och Sydafrika. Den har även observerats utanför Sri Lanka. 

## Levnadssätt
Den sydliga näbbvalens levnadssätt är inte lika väl utforskat som dess nära släkting den nordliga näbbvalen, men det anses troligt att det i många avseenden påminner om dennas. Som andra näbbvalar har den förmågan att göra mycket långvariga dykningar, vilket försvårar studierna.
Valen lever i små flockar om två till tolv individer. Den föredrar öppet hav med ett djup på över 1 000 meter. Av de olika ljud som har noterats för arten finns klickningar och visslingar, vilka exempelvis kan användas för kommunikation individerna emellan. Födan består främst av bläckfiskar, men även fiskar kan ingå i dieten. 
Honan får troligen en unge vartannat år, under våren eller sommaren, efter en dräktighetsperiod på 12 månader. Vid födseln har ungen en längd på cirka 3 meter. Den blir avvand efter ett år, men könsmognaden inträffar först vid 7 till 11 års ålder för hanarna och vid 8 till 12 års ålder för honorna. Arten kan nå en livslängd av 37 år.
Arten fångas endast tillfällig för vetenskapliga undersökningar. Aktiviteter med ultraljud kan påverka valen negativ. Hela populationen anses vara stor. IUCN listar arten som livskraftig (LC).